# Jade Ewen
Jade Ewen (Londen, 24 januari 1988) is een Brits zangeres en actrice en maakte deel uit van de meidengroep Sugababes.

## Biografie
Ewen werd geboren in de Londense wijk Plaistow en heeft een Jamaicaanse moeder en een Brits-Siciliaanse vader. Haar vader is blind en slechthorend en haar moeder is slechtziend, waardoor Jade op jonge leeftijd voor haar ouders moest zorgen.
Op twaalfjarige leeftijd speelde ze de rol van Nala in de musical van The Lion King. In 2003 speelde ze de rol van Aggie Thackery in de Australische reeks Out There. Daarna speelde ze ook nog in andere series.
In 2005 ging ze bij de meidengroep Trinity Stone en had daar bescheiden succes mee.
Op 31 januari 2009 werd ze verkozen om haar land te vertegenwoordigen op het Eurovisiesongfestival in Moskou met het nummer My Time, gecomponeerd door Andrew Lloyd Webber. Met dit liedje wist de Britse voor het eerst in zes jaar weer een top-5 notering voor haar land binnen te slepen.

## Filmografie
- The Bill
- Casualty
- Out There
- Mr Harvey Lights Candles
- Myths
- End of a Gun (2016)

1957: Patricia Bredin · 
1959: Pearl Carr & Teddy Johnson · 
1960: Bryan Johnson · 
1961: The Allisons · 
1962: Ronnie Carroll · 
1963: Ronnie Carroll · 
1964: Matt Monro · 
1965: Kathy Kirby · 
1966: Kenneth McKellar · 
1967: Sandie Shaw · 
1968: Cliff Richard · 
1969: Lulu · 
1970: Mary Hopkin · 
1971: Clodagh Rodgers · 
1972: The New Seekers · 
1973: Cliff Richard · 
1974: Olivia Newton-John · 
1975: The Shadows · 
1976: Brotherhood of Man · 
1977: Lynsey de Paul & Mike Moran · 
1978: Co-Co · 
1979: Black Lace · 
1980: Prima Donna · 
1981: Bucks Fizz · 
1982: Bardo · 
1983: Sweet Dreams · 
1984: Belle & The Devotions · 
1985: Vikki Watson · 
1986: Ryder · 
1987: Rikki · 
1988: Scott Fitzgerald · 
1989: Live Report · 
1990: Emma · 
1991: Samantha Janus · 
1992: Michael Ball · 
1993: Sonia · 
1994: Frances Ruffelle · 
1995: Love City Groove · 
1996: Gina G · 
1997: Katrina & the Waves · 
1998: Imaani · 
1999: Precious · 
2000: Nicki French · 
2001: Lindsay Dracass · 
2002: Jessica Garlick · 
2003: Jemini · 
2004: James Fox · 
2005: Javine Hylton · 
2006: Daz Sampson · 
2007: Scooch · 
2008: Andy Abraham · 
2009: Jade Ewen · 
2010: Josh Dubovie · 
2011: Blue · 
2012: Engelbert Humperdinck · 
2013: Bonnie Tyler · 
2014: Molly · 
2015: Electro Velvet · 
2016: Joe & Jake · 
2017: Lucie Jones · 
2018: SuRie · 
2019: Michael Rice · 
2021: James Newman ·
2022: Sam Ryder ·
2023: Mae Muller ·
2024: Olly Alexander ·
2025: Remember Monday
- Bibsys: 10049659
- Gemeinsame Normdatei: 1204880026
- MusicBrainz: fa04dbda-2b62-42d5-a054-0a309170a594
- Virtual International Authority File: 2145970182032251495
- WorldCat: E39PBJfGYbjVDfrmGf4hWg7GpP